# Боренвил
Боренвил (фр. Beaurainville) насеље је и општина у североисточној Француској у региону Север-Па де Кале, у департману Па де Кале која припада префектури Montreuil.
По подацима из 2011. године у општини је живело 1.977 становника, а густина насељености је износила 151,03 становника/km². Општина се простире на површини од 13,09 km². Налази се на средњој надморској висини од 16 метара (максималној 102 m, а минималној 9 m).

## Демографија
| 1962. | 1968. | 1975. | 1982. | 1990. | 1999. | 2011. |
| ----- | ----- | ----- | ----- | ----- | ----- | ----- |
| 1.406 | 1.566 | 1.909 | 1.976 | 2.093 | 1.994 | 1.977 |

График промене броја становника у току последњих година